# 문경 구 불정역사
문경 구 불정역사(聞慶 舊 佛井驛舍)는 대한민국 경상북도 문경시 불정동에 있는 건축물이다. 2007년 4월 30일 대한민국의 국가등록문화재 제326호로 지정되었다.

## 개요
구 불정역은 문경선 역사로 1954년 11월 10일 보통역으로 영업을 개시하였고 역사건립은 1955년 9월 15일 준공되었다. 불정역의 외관 하부는 화강석 마감에 상부는 인근의 구랑리천의 강자갈을 재료로 마감하여 다른 간이역과는 다른 톡특한 외관을 지니고 있다. 박공지붕 측면에 출입구를 배치하였으며 평면은 대합실과 역무실로 구성하였고, 역무실이 승차장쪽으로 돌출되어 승객을 관리하기 편하게 배치하였다. 해방 이후 문경탄광의 석탄산업과 연계된 역사로서 장소성을 가지고 있다.

## 같이 보기
- 불정역

## 참고 자료
- 문경 구 불정역사 - 국가유산청 국가유산포털